# Ambo (distrito)
O Distrito peruano de Ambo é um dos oito distritos que formam a Província de Ambo, situada no Departamento de Huánuco, pertencente a Região Huánuco, na zona central do Peru.

## Transporte
O distrito de Ambo é servido pela seguinte rodovia:
- PE-3N, que liga o distrito de La Oroya (Região de Junín) à Puerto Vado Grande (Fronteira Equador-Peru) no distrito de Ayabaca (Região de Piura)
- PE-18, que liga o distrito de Huacho (Região de Lima) à cidade [1][2][3]